# NBA All-Star Game Kobe Bryant Most Valuable Player Award

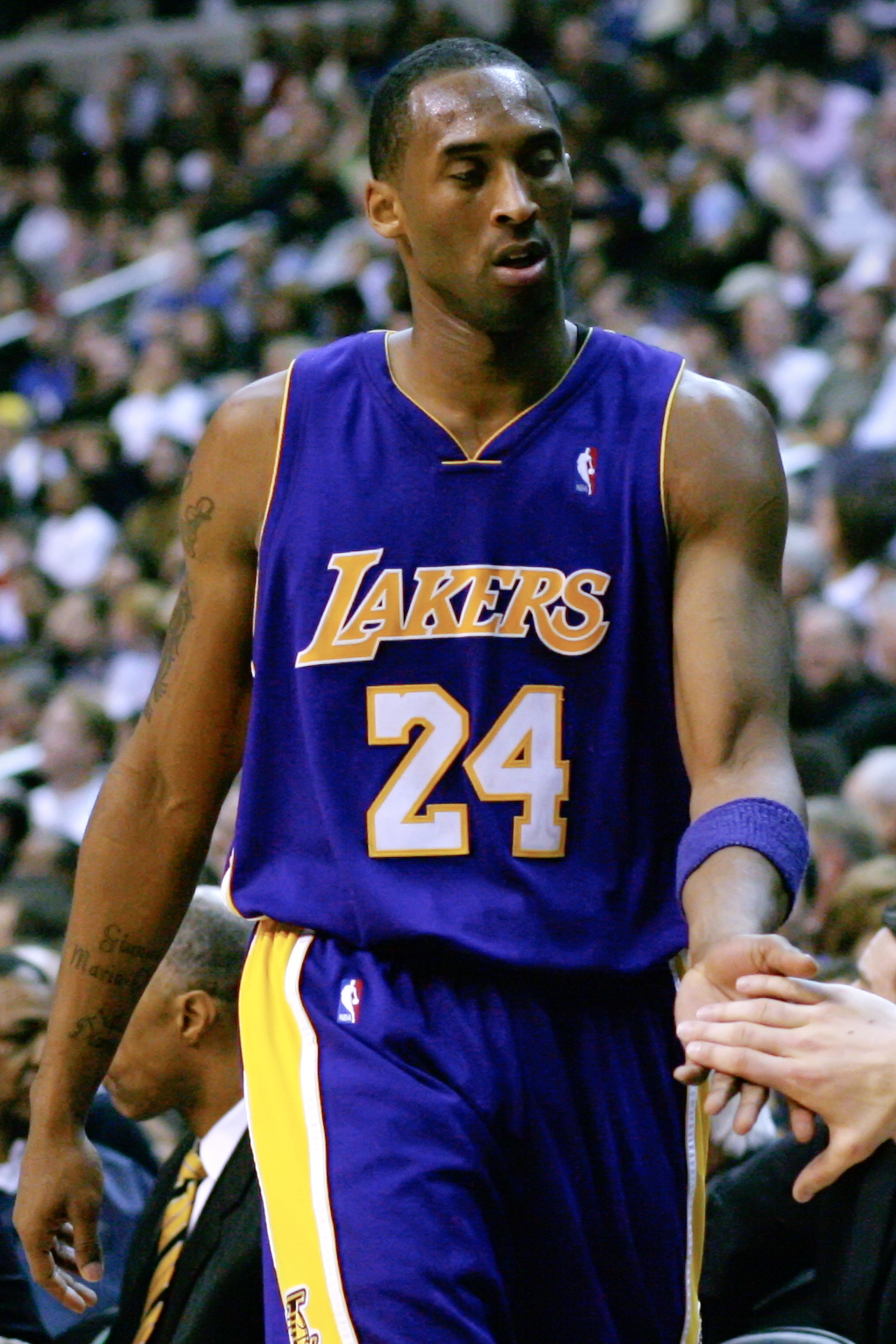
Der Award wurde im Jahr 2020 nach Kobe Bryant benannt

Der NBA All-Star Game Kobe Bryant Most Valuable Player Award wird Anfang jeden Jahres an den besten Spieler des NBA All-Star Games verliehen. Der Preis wird seit 1953 verliehen. Die Preisträger der ersten All-Star Games wurden nachträglich gewählt.
Angesichts des tragischen Todes des 18-fachen All-Stars Kobe Bryant im Januar 2020 wurde der NBA All-Star Game Most Valuable Player Award im Folgemonat seinem viermaligen Träger gewidmet und in NBA All-Star Game Kobe Bryant MVP Award umbenannt. Bryant wurde insgesamt 18-mal für das Spiel nominiert, spielte in 15 All-Star Games und war mit 19 Jahren der jüngste NBA All-Star aller Zeiten. Er teilt sich den Rekord als viermaliger Preisträger mit Bob Pettit.

## Die Preisträger
(*) bezeichnet Mitglieder der Naismith Memorial Basketball Hall of Fame. Die Zahl in der Klammer gibt an, wie oft der Award zu diesem Zeitpunkt gewonnen wurde.

 – Mitglied der Naismith Memorial Basketball Hall of Fame als Spieler

 – Aktiver Spieler (^)

| Jahr | Spieler                                    | Nationalität                  | Team                                 |
| ---- | ------------------------------------------ | ----------------------------- | ------------------------------------ |
| 1951 | Ed Macauley*                               | Vereinigte Staaten            | Boston Celtics                       |
| 1952 | Paul Arizin*                               | Vereinigte Staaten            | Philadelphia Warriors                |
| 1953 | George Mikan*                              | Vereinigte Staaten            | Minneapolis Lakers                   |
| 1954 | Bob Cousy*                                 | Vereinigte Staaten            | Boston Celtics                       |
| 1955 | Bill Sharman*                              | Vereinigte Staaten            | Boston Celtics                       |
| 1956 | Bob Pettit*                                | Vereinigte Staaten            | St. Louis Hawks                      |
| 1957 | Bob Cousy* (2)                             | Vereinigte Staaten            | Boston Celtics                       |
| 1958 | Bob Pettit* (2)                            | Vereinigte Staaten            | St. Louis Hawks                      |
| 1959 | Elgin Baylor* und Bob Pettit* (3)          | Vereinigte Staaten            | Minneapolis Lakers St. Louis Hawks   |
| 1960 | Wilt Chamberlain*                          | Vereinigte Staaten            | Philadelphia Warriors                |
| 1961 | Oscar Robertson*                           | Vereinigte Staaten            | Cincinnati Royals                    |
| 1962 | Bob Pettit* (4)                            | Vereinigte Staaten            | St. Louis Hawks                      |
| 1963 | Bill Russell*                              | Vereinigte Staaten            | Boston Celtics                       |
| 1964 | Oscar Robertson* (2)                       | Vereinigte Staaten            | Cincinnati Royals                    |
| 1965 | Jerry Lucas*                               | Vereinigte Staaten            | Cincinnati Royals                    |
| 1966 | Adrian Smith                               | Vereinigte Staaten            | Cincinnati Royals                    |
| 1967 | Rick Barry*                                | Vereinigte Staaten            | San Francisco Warriors               |
| 1968 | Hal Greer*                                 | Vereinigte Staaten            | Philadelphia 76ers                   |
| 1969 | Oscar Robertson* (3)                       | Vereinigte Staaten            | Cincinnati Royals                    |
| 1970 | Willis Reed*                               | Vereinigte Staaten            | New York Knicks                      |
| 1971 | Lenny Wilkens*                             | Vereinigte Staaten            | Seattle SuperSonics                  |
| 1972 | Jerry West*                                | Vereinigte Staaten            | Los Angeles Lakers                   |
| 1973 | Dave Cowens*                               | Vereinigte Staaten            | Boston Celtics                       |
| 1974 | Bob Lanier*                                | Vereinigte Staaten            | Detroit Pistons                      |
| 1975 | Walt Frazier*                              | Vereinigte Staaten            | New York Knicks                      |
| 1976 | Dave Bing*                                 | Vereinigte Staaten            | Washington Bullets                   |
| 1977 | Julius Erving*                             | Vereinigte Staaten            | Philadelphia 76ers                   |
| 1978 | Randy Smith                                | Vereinigte Staaten            | Buffalo Braves                       |
| 1979 | David Thompson*                            | Vereinigte Staaten            | Denver Nuggets                       |
| 1980 | George Gervin*                             | Vereinigte Staaten            | San Antonio Spurs                    |
| 1981 | Nate Archibald*                            | Vereinigte Staaten            | Boston Celtics                       |
| 1982 | Larry Bird*                                | Vereinigte Staaten            | Boston Celtics                       |
| 1983 | Julius Erving* (2)                         | Vereinigte Staaten            | Philadelphia 76ers                   |
| 1984 | Isiah Thomas*                              | Vereinigte Staaten            | Detroit Pistons                      |
| 1985 | Ralph Sampson*                             | Vereinigte Staaten            | Houston Rockets                      |
| 1986 | Isiah Thomas* (2)                          | Vereinigte Staaten            | Detroit Pistons                      |
| 1987 | Tom Chambers                               | Vereinigte Staaten            | Seattle SuperSonics                  |
| 1988 | Michael Jordan*                            | Vereinigte Staaten            | Chicago Bulls                        |
| 1989 | Karl Malone*                               | Vereinigte Staaten            | Utah Jazz                            |
| 1990 | Magic Johnson*                             | Vereinigte Staaten            | Los Angeles Lakers                   |
| 1991 | Charles Barkley*                           | Vereinigte Staaten            | Philadelphia 76ers                   |
| 1992 | Magic Johnson* (2)                         | Vereinigte Staaten            | Los Angeles Lakers                   |
| 1993 | John Stockton* und Karl Malone* (2)        | Vereinigte Staaten            | Utah Jazz (beide)                    |
| 1994 | Scottie Pippen*                            | Vereinigte Staaten            | Chicago Bulls                        |
| 1995 | Mitch Richmond*                            | Vereinigte Staaten            | Sacramento Kings                     |
| 1996 | Michael Jordan* (2)                        | Vereinigte Staaten            | Chicago Bulls                        |
| 1997 | Glen Rice                                  | Vereinigte Staaten            | Charlotte Hornets                    |
| 1998 | Michael Jordan* (3)                        | Vereinigte Staaten            | Chicago Bulls                        |
| 1999 | nicht vergeben                             | –                             | –                                    |
| 2000 | Shaquille O’Neal* und Tim Duncan*          | Vereinigte Staaten            | Los Angeles Lakers San Antonio Spurs |
| 2001 | Allen Iverson*                             | Vereinigte Staaten            | Philadelphia 76ers                   |
| 2002 | Kobe Bryant*                               | Vereinigte Staaten            | Los Angeles Lakers                   |
| 2003 | Kevin Garnett*                             | Vereinigte Staaten            | Minnesota Timberwolves               |
| 2004 | Shaquille O’Neal* (2)                      | Vereinigte Staaten            | Los Angeles Lakers                   |
| 2005 | Allen Iverson* (2)                         | Vereinigte Staaten            | Philadelphia 76ers                   |
| 2006 | LeBron James^                              | Vereinigte Staaten            | Cleveland Cavaliers                  |
| 2007 | Kobe Bryant* (2)                           | Vereinigte Staaten            | Los Angeles Lakers                   |
| 2008 | LeBron James^ (2)                          | Vereinigte Staaten            | Cleveland Cavaliers                  |
| 2009 | Shaquille O’Neal* (3) und Kobe Bryant* (3) | Vereinigte Staaten            | Phoenix Suns Los Angeles Lakers      |
| 2010 | Dwyane Wade*                               | Vereinigte Staaten            | Miami Heat                           |
| 2011 | Kobe Bryant* (4)                           | Vereinigte Staaten            | Los Angeles Lakers                   |
| 2012 | Kevin Durant^                              | Vereinigte Staaten            | Oklahoma City Thunder                |
| 2013 | Chris Paul^                                | Vereinigte Staaten            | Los Angeles Clippers                 |
| 2014 | Kyrie Irving^                              | Australien Vereinigte Staaten | Cleveland Cavaliers                  |
| 2015 | Russell Westbrook^                         | Vereinigte Staaten            | Oklahoma City Thunder                |
| 2016 | Russell Westbrook^ (2)                     | Vereinigte Staaten            | Oklahoma City Thunder                |
| 2017 | Anthony Davis^                             | Vereinigte Staaten            | New Orleans Pelicans                 |
| 2018 | LeBron James^ (3)                          | Vereinigte Staaten            | Cleveland Cavaliers                  |
| 2019 | Kevin Durant^ (2)                          | Vereinigte Staaten            | Golden State Warriors                |
| 2020 | Kawhi Leonard^                             | Vereinigte Staaten            | Los Angeles Clippers                 |
| 2021 | Giannis Antetokounmpo^                     | Griechenland                  | Milwaukee Bucks                      |
| 2022 | Stephen Curry^                             | Vereinigte Staaten            | Golden State Warriors                |
| 2023 | Jayson Tatum^                              | Vereinigte Staaten            | Boston Celtics                       |
| 2024 | Damian Lillard^                            | Vereinigte Staaten            | Milwaukee Bucks                      |
| 2025 | Stephen Curry^ (2)                         | Vereinigte Staaten            | Golden State Warriors                |